# Les Enfants de septembre
Les Enfants de septembre est un roman de Jean-René Huguenin, publié à titre posthume en 2023, plus de soixante ans après sa mort. Reconstitué à partir d'un manuscrit laissé par l'écrivain, il fut écrit avant La Côte sauvage, seul ouvrage publié de son vivant.

## Résumé
Les Enfants de septembre dépeint la trajectoire de trois jeunes garçons issus de milieux sociaux différents, confrontés à la fatalité de leur époque et de leurs conditions respectives. L'un est le fils d'un bourgeois compromis dans la Collaboration, un autre est l'unique enfant d'une famille juive décimée par le nazisme, tandis que le dernier est le fils d'un chirurgien tentant d'aider les juifs persécutés.

## Contexte
Huguenin entreprend l'écriture des Enfants de septembre peu avant La Côte sauvage, seul roman qu'il vit publié. Dans ses notes préparatoires, il annonce son intention de décrire l'itinéraire d'un « jeune homme qui vieillit, c’est-à-dire qui devient comme les autres ».
Resté inachevé, l'ouvrage est retrouvé parmi des manuscrits légués par la sœur de l'écrivain. Plus de soixante ans après son écriture, l'éditeur Bouquins entreprend de le reconstituer et le publie lors de la rentrée littéraire 2023.

## Éditions
- Les Enfants de septembre, Éditions Bouquins, 2023  (ISBN 978-2-3829-2483-9)